# Harry Prendergast
Tướng Sir Harry North Dalrymple Prendergast-Huân chương Victoria Cross, Huân chương Chữ thập hiệp sĩ thành phố Bath hạng nhất (15/10/1834-24/7/1913) là người được nhận Huân chương Victoria Cross-phần thưởng cao quý và uy tín nhất ban tặng cho chiến binh dũng cảm trên chiến trường và có thể được trao cho quân đội Anh và Khối thịnh vượng chung.

## Quá Trình Hoạt động
Lúc Prendergast mới 23 tuổi thì ông đang là Đại úy Công Binh vùng Madras thuộc quân đội vùng Madras-hoạt động trong suốt Cuộc nổi dậy giành độc lập lần thứ nhất của nhân dân Ấn Độ.Chính tại nơi đây ông đã lập được chiến công lớn mà sau này vì nó ông được nhận Huân chương Victoria Cross.

Ông được trực tiếp nhận Huân chương Victoria Cross từ tay Nữ hoàng Victoria tại sân trong của Lâu đài Windsor vào ngày 4/1/1860 cùng với 24 người khác.

## Thông tin Thêm
Ông từng học tại Cao đẳng Brighton, và những năm sau này ông là Chủ tịch Hội cựu sinh viên nam. Người ta xây một tấm bia bằng thiếc tưởng niệm ông tại nhà thờ không chính thống trong khuôn viên trường Cao đẳng Brighton, nhưng thanh kiếm treo kèm tấm bia đã bị mất cắp.

Lần cuối ông được giao nhiệm vụ chỉ huy chiến đấu là trong giai đoạn đầu cuộc Chiến tranh Anh - Miến Điện lần thứ ba 1985-1986, ông chỉ huy lực lượng tại Burma. Năm 1908 ông được bổ nhiệm làm Đại tá-Chỉ huy trưởng lực lượng công binh Hoàng Gia.

## Nơi trưng bày Huân Chương Victoria Cross của ông
Huân chương Victoria Cross của ông được trưng bày tại bảo tàng Công binh Hoàng Gia ở Chatham, vương Quốc Anh.